# Johann Heinrich Lambert
Johann Heinrich Lambert   (Mülhausen, 26 d'agost de 1728 - Berlín, 25 de setembre de 1777) fou un matemàtic, físic, astrònom i filòsof alsacià. Va demostrar que el nombre π és irracional. També va fer aportacions al desenvolupament de la geometria hiperbòlica.

## Vida
Lambert procedia d'una família de refugiats hugonots que s'havia establert a Mülhausen (Alsàcia), ciutat que llavors pertanyia a la Confederació Helvètica. Va tenir sis germans. El seu pare era sastre. Tot i l'evident bon rendiment escolar, als dotze anys va haver d'abandonar l'escola i treballar ajudant al seu pare. Però va continuar la seva formació pel seu compte amb ajuda de tots els llibres que van estar al seu abast, estudiant per les tardes. Als quinze anys va entrar a treballar en la siderúrgia i després com tenidor de llibres. Després, des de 1746, com a secretari privat de l'editor suís Johann Rudolf Iselin a Basilea i, dos anys més tard, com a preceptor dels fills del comte Peter von Salis a Chur. Aquesta ocupació li deixava prou temps per a accedir a la biblioteca privada del comte. Fou en aquesta època quan es va iniciar en la investigació matemàtica. Acompanyant als fills d'aquest, Lambert va emprendre entre 1756 i 1758 diversos viatges formatius, visitant els principals centres intel·lectuals d'Europa i contactant amb nombrosos savis. Així va arribar a ser membre de la Societé scientifique suïssa.
Va publicar els seus primers treballs el 1755. El 1758, Lambert vivia a Augsburg, on s'havia establert com a director de publicació, i allí va entrar en el cercle dels membres fundadors de la Churfürstlichen Akademie der Wissenschaften, que més tard es va anomenar Bayerische Akademie der Wissenschaften. En 1759, era membre estranger de la Classe Filosòfica. En 1764, a proposta de Leonhard Euler, va ser nomenat membre de l'Acadèmia de les Ciències de Berlín i va rebre una plaça molt ben dotada com a Conseller de Superestructures (Oberbaurat). En l'última dècada de la seva vida, va obtenir el mecenatge de Frederic II de Prússia, i va passar la resta de la seva vida d'una manera raonablement acomodada. Va morir a Berlín en 1777.
Tot i que Lambert no es va deixar retratar mai, el 1786 el seu amic Johann Bernoulli III va publicar una caricatura seva sobre la qual el gravador alemany Godefruy Engelmann va fer el gravat que tradicionalment s'utilitza com retrat de Lambert.

## Obra científica i filosòfica
Lambert va pertànyer als més excel·lents matemàtics i lògics de la seva època. El 1959, el matemàtic Georg Faber (1877-1966) va escriure sobre Lambert:
| «                                                    | ca Lambert fou, per bé i per mal, el perfecte retrat de l'erudit del segle xviii, que escriu tot el possible sobre Déu i el món, però no ensenya des d'una càtedra. Entre els aproximadament 2.500 membres que van formar part de l'Acadèmia "(de Múnic)" en els seus dos-cents anys de la seva existència (...), no s'hi troba cap igualable a ell. | de Lambert war in Licht und Schatten das rechte Bild eines Gelehrten des 18. Jahrhunderts, der über Gott und die Welt und alles mögliche schreibt, der aber nicht von einem Katheder aus doziert. Unter den rund 2500 Mitgliedern, welche die Akademie ίη den zweihundert Jahren ihres Bestehens hatte (...), findet sich kein zweiter seinesgleichen. | » |
| — Georg Faber, Mathematik, Geist und Gestalt, Vol. 2 | | |   |

### Física
Lambert va establir la doctrina de la mesurament de la intensitat de la llum com a Ciència en la seva obra Photogrammetria, seu de mensura et gradibus luminis colorum et umbras (Augsburg, 1760). En aquesta obra va introduir la noció i el terme d' «albedo». Va ser inventor del primer higròmetre i el primer fotòmetre operatius. A més, va investigar la teoria del megàfon, ja que era dur d'oïda des del seu naixement.
En 1759 va aparèixer la primera edició de la seva obra Freye Perspective (Perspectiva lliure), que el va fer àmpliament conegut; la segona edició va aparèixer en 1774. Aquest treball va preparar els posteriors de Gaspard Monge i Jean Victor Poncelet. Va crear un perspectògraf que duu el seu nom. Els escrits de Lambert sobre perspectiva van ser editats el 1943 per Max Steck, acompanyats amb una detallada bibliografia de totes les obres de Lambert. Preocupat per la representació de la profunditat en la pintura i la representació de la transparència de l'aire, Lambert va descobrir en 1760 la llei fotomètrica anomenada Llei de Beer-Lambert, que relaciona l'absorció de llum amb les propietats del material travessat. També va formular en Òptica la Llei de Lambert o Llei del cosinus de Lambert.

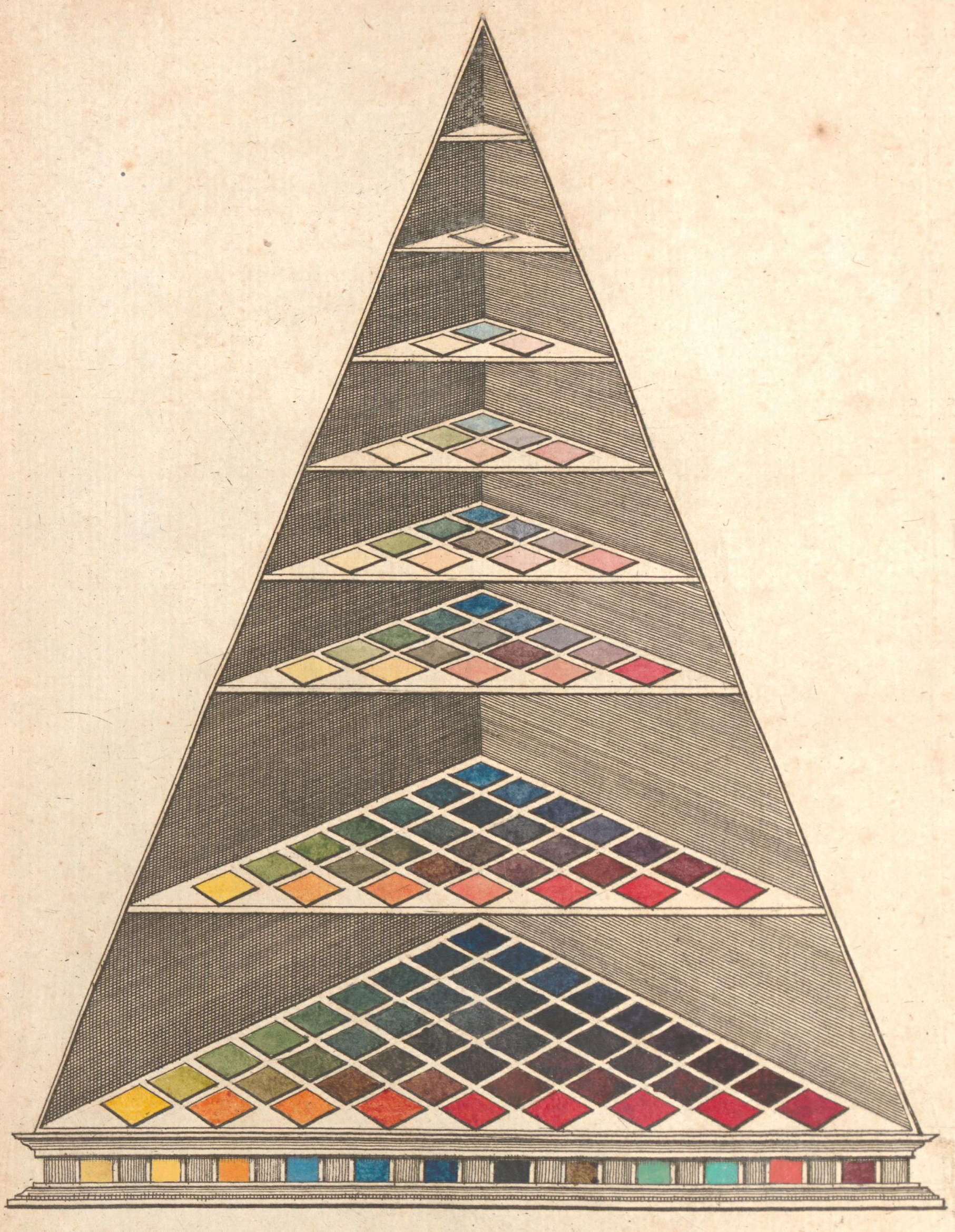
La piràmide cromàtica de Lambert.

En 1772 va desenvolupar una especial projecció cartogràfica fidel als angles, coneguda com a projecció cònica conforme de Lambert. A més, va desenvolupar ulteriors projeccions. En el mateix any va publicar també la piràmide cromàtica de Lambert (Lambertsche Farbenpyramide), que fou el primer espai de color tridimensional. Per ell es va anomenar Lambert la unitat de mesura angloamericana de luminància. També es va denominar amb el seu nom l'asteroide (187) Lamberta, descobert el 1878, així com un cràter a la Lluna i un altre al planeta Mart.
També va experimentar amb cert èxit en magnetisme, calor i meteorologia.

### Matemàtiques
El 1761 Lambert va demostrar la irracionalitat del nombre π. A més, va intuir que el nombre e i el nombre π eren nombres transcendents. També va fer aportacions al desenvolupament de la geometria hiperbòlica, sent el primer a introduir les funcions hiperbòliques en trigonometria. També va fer conjectures (1766), no publicades fins al 1786, sobre geometria no euclidiana. Així mateix, va formular teoremes sobre les seccions còniques que simplificaven el càlcul de les òrbites dels estels. Per ell rep el seu nom la funció W de Lambert. Lambert la va postular per primera vegada en 1758, si bé va ser perfeccionada per Leonhard Euler en 1783 i per George Pólya i Gábor Szegő el 1925.

### Astronomia
Les seves aportacions més notables en aquest camp van ser els seus estudis dels cometes i la seva visió cosmològica de la naturalesa de la Via Làctia i dels sistemes estelars.
En 1761, Lambert va formular la hipòtesi que les estrelles pròximes al sol eren part d'un grup que viatjaven juntes a través de la via làctia, i que havia molts agrupaments d'aquest tipus (sistemes estel·lars) a tota la galàxia. El primer va ser confirmat posteriorment per William Herschel. També en 1761, prenent els resultats d'Euler sobre les trajectòries parabòliques (d'energia nul·la) dels estels, els va dur més lluny mitjançant in teorema sobre les òrbites el·líptiques (3 posicions donades permeten determinar el moviment keplerià d'un satèl·lit). Se li deuen nombrosos articles sobre trigonometria esfèrica (1770), encara que la noció d'angle sòlid encara no està clarament definida.
En 1773, Lambert va calcular les coordenades orbitals de Neith, un satèl·lit de Venus, l'observació del qual havia estat validada per la comunitat d'astrònoms, però que a la fi del segle xix es va provar que no existia. Tot i així, tampoc està del tot clar si Lambert creia realment en l'existència d'aquest satèl·lit natural.
Lambert va desenvolupar la teoria de generació de l'univers que era similar a la hipòtesi nebular que Kant havia publicat recentment. Lambert havia llegit L'únic fonament possible d'una demostració de l'existència de Déu (1763). En aquesta obra, Kant va resumir breument la seva teoria sobre l'origen dels planetes a partir d'un núvol gasós. El propòsit de Kant era il·lustrar la saviesa i el propòsit de Déu i d'aquesta manera de donar suport la seva existència. Originalment, Kant havia publicat una versió ampliada d'aquesta teoria en la seva Història general de la naturalesa i teoria sobre el cel (1755). A Lambert li va impressionar el que va llegir en el resum de Kant de 1763, i va començar un intercanvi epistolar amb aquest sobre la teoria. Aviat, Lambert va publicar la seva pròpia versió de la nebulosa protosolar com hipòtesi de l'origen del sistema solar.
En 1776 va fundar la revista Berliner Astronomisches Jahrbuch (Anuari astronòmic berlinès).

### Filosofia
Lambert també va realitzar importants aportacions en la Teoria del coneixement, a la qual va consagrar el seu obra Neues Organon, oder Gedanken über die Erforschung und Bezeichnung des Wahren (Nou Organon, o pensaments sobre la investigació i designació de la veritat, 2 vols., Leipzig, 1764). L'obra es divideix en quatre parts: en el primer tom, es troben la Dianoiologia (o doctrina de les lleis del pensament) i la Alethiologia (o doctrina de la veritat). En el segon tom, es tracten la semàntica o semiòtica (doctrina dels signes) i finalment la Fenomenologia (terme introduït per Lambert i pel qual entén la doctrina de l'aparença).
Segons les seves pròpies paraules en la Introducció, l'obra s'inspiraria especialment en Wolff i Locke, pel qual, en la primera part, la Dianoiologia, s'até particularment a Wolff, i de fet existeixen moltes semblances amb l'obra de Wolff Vernünftige Gedanken von den Kräften des menschlichen Verstandes. No obstant això, Lambert deixa clar que no s'ha limitat a reproduir les idees de Wolff, sinó que també les ha ampliat amb concepcions pròpies. Part del seu treball va ser crear una nova metodologia per a la Filosofia amb ajuda de la Matemàtica. Lambert és considerat un representant del racionalisme (si bé va ser crític amb l'ontologia de Leibniz i Wolff) i un important predecessor d'Immanuel Kant, amb qui va mantenir una fluida correspondència. També és considerat com a precursor de la lògica simbòlica.

### Obres de Lambert
- Propriétés remarquables de la route de la lumière. La Haia, 1758
- Photometria, sive de mensura et gradibus luminis, colorum et umbrae, Göttingen, 1760.
- Cosmologische Briefe über die Einrichtung des Weltbaues. Augsburg, 1761
- Insigniores orbitae cometarum proprietates. Göttingen, 1761.
- Neues Organon, oder Gedanken über die Erforschung und Bezeichnung des Wahren. 2 vols., Leipzig, 1764.
- Beschreibung und Gebrauch einer neuen und allgemeinen eccliptischen Tafel. Berlín, 1765.
- Beyträge zum Gebrauche der Mathematik und deren Anwendung, 2 vols, Berlín, 1765 (vol. 1) y 1770 (vol. 2).
- Anmerkungen über die Branderschen Mikrometer von Glase. Augsburg, 1769.
- Zusätze zu den logarithmischen und trigonometrischen Tabellen. Berlín, 1770.
- Anlage zur Architektonik, oder Theorie des Einfachen und Ersten in der philosophischen und mathematischen Erkenntnis. 2 vols. Riga, 1771.
- Beschreibung einer mit dem Calauschen Wachse ausgemalten Farbenpyramide. Berlín, 1772.
- Anmerkungen und Zusätze zur Entwerfung der Land- und Himmelscharten. 1772.
- [https://www.google.cat/books/?id=5HSAbRY9ZMIC Hygrometrie oder Abhandlung von den Hygrometern. Augsburg, 1774.
- Pyrometrie, oder vom Maaße des Feuers und der Wärme. Berlín, 1779.
- Logische und philosophische Abhandlungen. Dessau, 1782-1787.
- Deutscher gelehrter Briefwechsel. Dessau, 1782-1784.
- Abhandlung über einige akustische Instrumente. Berlín, 1796 (trad. alemana de l'original francès).
- Mémoire sur la résistance des fluides avec la solution du problème balistique (Mémoires de l'Acadèmie de Berlin pour l'année 1765). Edició de J. Corréard, París, 1846.

### Literatura secundària
- de Buzon, Frédéric «Johann Heinrich Lambert : philosophie» (en francès). Les Cahiers philosophiques de Strasbourg, Vol. 44, 2018, pàg. 1-157. DOI: 10.4000/cps.541. ISSN: 1254-5740.
- Dorrego López, Eduardo; Fuentes Guillén, Elías. Irrationality, Transcendence and the Circle-Squaring Problem (en anglès).  Springer, 2023. ISBN 978-3-031-24362-2.
- Faber, Georg «Mathematik» (en alemany). Geist und Gestalt, Vol. 2, 1959, pàg. 1-45.
- Gray, J.J; Tilling, Laura «Johann Heinrich Lambert, mathematician and scientist, 1728 – 1777» (en anglès). Historia Mathematica, Vol. 5, Num. 1, 1978, pàg. 13-41. DOI: 10.1016/0315-0860(78)90133-7. ISSN: 0315-0860.
- Kragh, Helge. «Lambert's Orbital elements». A: The Moon that Wasn't: The Saga of Venus' Spurious Satellite (en anglès).  Birkäuser, 2008, p. 87-91. ISBN 978-3-7643-8908-6.
- Nowitzki, Hans-Peter; Pasini, Enrico; Rumore, Paola; Stiening, Gideon. Johann Heinrich Lambert (1728–1777): Wege zur Mathematisierung der Aufklärung (en alemany).  de Gruyter, 2022. ISBN 978-3-11-064591-0.
- Papadopoulos, Athanase; Théret, Guillaume. La théorie des lignes parallèles de Johann Heinrich Lambert (en francès).  Albert Blanchard, 2014. ISBN 978-2-85367-266-5.
- Ribeiro, Daniel «Johann Heinrich Lambert» (en portuguès). Revista de Ciência Elementar, Vol. 2, Num. 1, 2014, pàg. 134-135. Arxivat de l'original el 2022-02-26. DOI: 10.24927/rce2014.134. ISSN: 2183-9697 [Consulta: 31 desembre 2024].
- Wallisser, Rolf. «On Lambert's proof of irrationality of π». A: F. Halter-Koch (ed.) et al.. Algebraic Number Theory and Diophantine Analysis (en anglès).  De Gruyter, 2000, p. 521-530. ISBN 3-11-016304-7.